# Boleslav III. Opolský
Boleslav III. Opolský též Opolsko-Střelecký († 1382) byl opolský a střelecký kníže z rodu slezských Piastovců.
Byl synem opolského knížete Boleslava II. a jeho ženy Alžběty Svídnické. Působil u císařského dvora Karla IV. Pochován je i s ženou v kapli sv. Anny ve františkánském kostele sv. Trojice v Opoli.